# Calvaire
Calvaire è un film del 2004 diretto da Fabrice Du Welz.

## Trama
Marc Stevens è un fascinoso cantante che si esibisce negli ospizi, conquistando il cuore di vecchiette e infermiere. Dopo l'ennesima esibizione in una casa di riposo, Marc parte col suo furgoncino verso il luogo dove deve tenere il suo prossimo concerto. Durante il viaggio il protagonista si perde nella nebbia e il suo mezzo di trasporto si guasta. Lì conosce un ritardato mentale chiamato Boris, che sta cercando il suo cane. L'uomo porta così Marc a passare la notte nella locanda dell'ex-comico Bartel, un uomo gentile e malinconico. Il locandiere traina il furgoncino di Marc nella sua locanda, dicendo che lo riparerà personalmente.
Nonostante l'atmosfera accogliente, Marc si sente a disagio e la mattina dopo esce per fare una passeggiata, promettendo a Bartel di non recarsi al villaggio lì vicino. Durante la passeggiata Marc spia dei loschi tizi che stanno facendo atti di zoofilia. Nel frattempo Bartel assume tutto d'un tratto un comportamento aggressivo, forzando la serratura del furgone del suo ospite, rubandogli il cellulare e rovistando tra le sue cose. Il locandiere infatti è psicologicamente instabile dopo l'abbandono della moglie Gloria e ne rivede in Marc la reincarnazione.
Tornato alla locanda, Marc viene aggredito da Bartel, che lo stordisce. L'uomo, dopo avergli rasato i capelli, obbligherà il cantante a vestirsi con gli abiti femminili della ex moglie. Durante un'escursione nel bosco, Marc cerca di fuggire, ma rimane impigliato in una trappola per orsi. Boris lo ritrova e invece di aiutarlo lo scambia per il suo cane. Poco dopo Bartel li raggiunge e, furioso, riporta alla locanda Marc. Per punirlo del suo tentativo di fuga, Bartel lo crocifigge. Intanto nel villaggio si diffonde la notizia del ritorno della moglie di Bartel e gli abitanti, guidati dall'ex amante di Gloria, Robert Orton, decidono di riprendersela. Giunti alla locanda, gli abitanti uccidono Boris e, dopo aver ferito Bartel, cominciano a stuprare Marc, credendolo Gloria.
Bartel, furioso di tutto ciò, comincia a sparare verso gli abitanti, ma viene ucciso da un colpo di fucile in piena faccia da Orton. Approfittandone della confusione, Marc riesce a scappare dai folli stupratori. Essi però non si danno per vinti e lo inseguono fino ad aperta campagna, dove il cantante riesce a far perdere le sue tracce. Orton lo raggiunge e, nel tentativo di ucciderlo, muore cadendo in una buca, lasciando Marc vagare solo, ferito e disperato nella campagna.

## Distribuzione
Fu presentato al Festival di Cannes 2004 e uscì nelle sale cinematografiche l'anno successivo.